# Giardino del Borgo
Il giardino del Borgo si trova in Borgo Pinti a Firenze ed è l'unico nella strada, un tempo ricca di spazi verdi, ad essere rimasto aperto al pubblico.

## Storia e descrizione
Attiguo al Casino Salviati faceva parte dei possedimenti dei Salviati. Le prime notizie risalgono al Cinquecento, ben prima che fosse costruito il "casino", quando ser Alamanno Salviati, che viveva in via Ghibellina nel palazzo Salviati, comprò l'appezzamento di terreno in Borgo Pinti per destinarlo a giardino per piante esotiche e rare. Qui venne coltivato il primo gelsomino in Toscana, un jasminun grandiflorum di Catalogna, lodato dai contemporanei per il suo profumo: i fiorentini amavano mischiare i fiori del "cartalogno" col tabacco da naso per dargli una speciale fragranza. Il Salviati si dedicò anche alla coltivazione di un "moscatello grosso" venuta dalla Grecia, che produceva uve per vini dolci e che prese il nome da lui di uva salamanna. Inoltre vi era un giardino dei semplici, cioè con piante medicinali e aromatiche, e numerosi fiori che sbocciavano nell'arco dell'intero anno.
Esisteva già allora un immobile, ma fu solo nel Seicento che, tramite un progetto dell'architetto Gherardo Silvani, fu trasformato in una degna dimora "da signore", mentre il giardino si arricchì di un sistema idraulico per irrigare le numerose aiuole, che sfociava in una graziosa fontana, ed altri edifici come la limonaia per mettere a dimora gli agrumi nel periodo invernale.
Nel 1794 il cardinale Gregorio, ultimo discendente della casata passò al principe Camillo Borghese, figlio di sua sorella Marianna la proprietà. Risale a quell'epoca la ristrutturazione del cosiddetto Casino Salviati o Borghese ad opera dell'architetto Gaetano Baccani e la riconversione del giardino secondo la moda allora dominante, da giardino all'italiana a parco romantico. Per creare un effetto di campagna naturale vennero create due montagnole, vialetti sinuosi, boschetti con alberi ad alto fusto e, sul retro del casino, una grande aiuola ovale. Vi si continuarono a coltivare piante rare, come l'esotica ananas.
Con la divisione del giardino in tre parti si perse gran parte dell'antico splendore. Una parte andò al Comune di Firenze che vi realizzò una scuola nei locali delle scuderie che ancora oggi esiste. Per realizzare un campo sportivo venne sacrificata una delle montagnole. Una seconda parte rimase al palazzo e una terza, con il casino ottagonale, venne aperta come giardino pubblico, che è ancora oggi visitabile.